# Consul designatus
Consul designatus era l'appellativo del magistrato romano già eletto dai comizi centuriati, ma non ancora entrato in carica. In un regime formale come quello romano ufficialmente il console designato non aveva alcun potere particolare. Di fatto, però, il suo parere influenzava le decisioni.
Cicerone chiese il parere a Decimo Giunio Silano, consul designatus per l'anno seguente, sulla importante decisione della punizione da infliggere ai seguaci di Catilina.
Soprattutto in epoca imperiale divenne comune indicare il nome del consul designatus, abbreviato con una d.
Ma anche in età repubblicana non era raro che il consul designatus assumesse il comando di un esercito: Nel 216 a.C. Lucio Postumio Albino, console designato, anche per la morte del console Lucio Emilio Paolo, nella battaglia di Canne assunse il comando di due legioni e fu incaricato di compiere una spedizione punitiva contro i Galli Boi, ma fu sconfitto ed ucciso nella Battaglia della Selva Litana.